# Galargues
Galargues este o comună în departamentul Hérault din sudul Franței. În 2009 avea o populație de 629 de locuitori.

## Evoluția populației
| An        | 1975 | 1982 | 1990 | 1999 | 2006 | 2009 |
| --------- | ---- | ---- | ---- | ---- | ---- | ---- |
| Populație | 253  | 342  | 404  | 519  | 608  | 629  |